# Eric Mansfield
Eric Harold Mansfield (Croydon, Surrey, 24 de maio de 1923 – 20 de outubro de 2016) foi um engenheiro aeroespacial.
Foi laureado com a Medalha Real em 1994, "por suas diversas contribuições fundamentais e analíticas para nosso conhecimento dos avanços de estruturas aeronáuticas, e mais recentemente às ciências biológicas".
Foi eleito membro da Royal Society em 1971.

## Obras
- On the Flexure of a Conical Frustum
- The Bending and Stretching of Plates